# Pecelj
Pecelj je naselje v Občini Podčetrtek.